# Бебжанский (национальный парк)

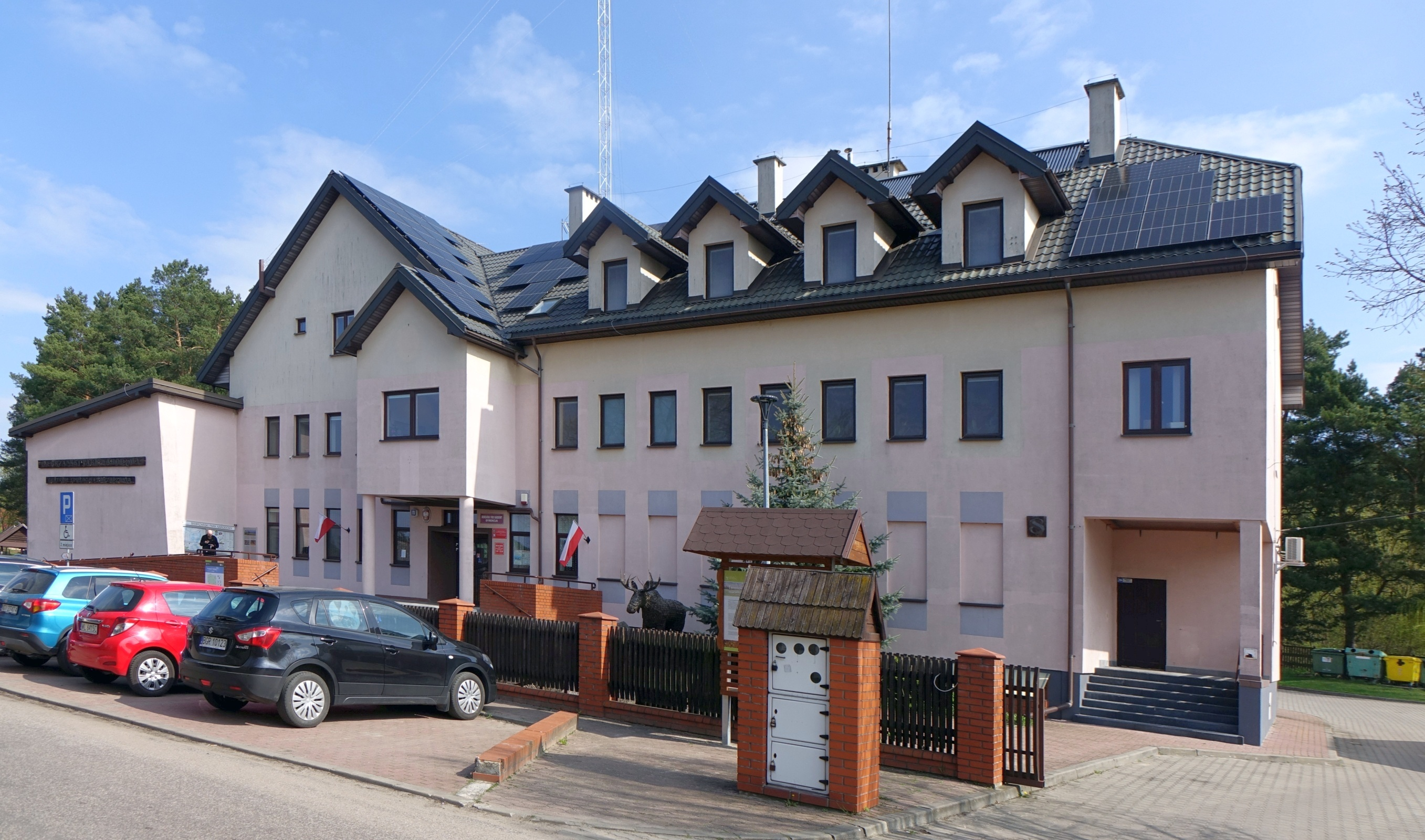
Осовец-Твердза. Здание администрации

Бебжанский Национальный парк (пол. Biebrzański Park Narodowy) — национальный парк в Подляском воеводстве на северо-востоке Польши. Вытянут вдоль реки Бебжи почти на 100 км. Управление парка находится в городе Осовец-Крепость, гминa Гонёндз.

## История
Самый крупный из 23 национальных парков Польши. Был создан 9 сентября 1993 года. Его общая площадь составляет 592,23 км², из них лесами занято 155,47 км², полями и лугами 181,82 км², низинными болотами 254,94 км².

## Флора и фауна
На территории национального парка насчитывается более 900 видов сосудистых растений, из них 90 видов занесены в Красную книгу.
В парке обитает 48 видов млекопитающих, 302 вида птиц, из которых 168 вида регулярно гнездятся, 36 видов рыб, 5 видов пресмыкающихся и 12 видов амфибий.